# 앨릭스 그린우드
앨릭스 그린우드(영어: Alex Greenwood, 1993년 9월 7일 ~ )는 잉글랜드의 여자 축구 선수로 포지션은 수비수이다. 주로 레프트 백으로 활약하지만 경우에 따라서는 센터 백으로도 활약한다. 현재 잉글랜드 FA 여자 슈퍼리그의 맨체스터 시티에서 활동하고 있다.

## 클럽 경력
리버풀 출신인 앨릭스 그린우드는 8세 시절에 에버턴 유스 팀에 입단하면서 선수 생활을 시작했다. 2010년에 에버턴 성인 팀으로 승격되었으며 2010년 8월에 열린 2010-11 UEFA 여자 챔피언스리그 시즌 예선 라운드에 처음 출전하면서 데뷔했다.
에버턴에서 주전 레프트 백으로 활약하던 레이철 유닛이 2011 FA 여자 슈퍼리그 시즌을 맞아 버밍엄 시티로 이적하면서 그린우드는 에버턴의 주전 레프트 백으로 활약했다. 2012 FA 여자 슈퍼리그에서 인상적인 활약을 보여준 그린우드는 2012년 11월에 잉글랜드 축구 협회가 선정한 올해의 여자 청소년 선수상을 수상하는 영예를 안았다.
그린우드는 2014 FA 여자컵 시즌에서 에버턴의 준우승에 기여했으나 에버턴은 2014 FA 여자 슈퍼리그에서 하위 리그로 강등당하게 된다. 2015년 FIFA 여자 월드컵에 참가하기를 원했던 그린우드는 2015년 2월에 노츠 카운티와 2년 계약을 체결했고 2015-16 FA 여자 슈퍼리그 시즌에서 올해의 팀에 선정되는 영예를 안았다. 2016년 1월에 리버풀로 이적한 그린우드는 2017-18 시즌까지 리버풀에서 활동하던 동안에 FA 여자 슈퍼리그 44경기에 출전하여 6골을 기록했다.
그린우드는 2018년 7월 13일에 FA 여자 챔피언십에 새로 합류한 여자 축구 클럽인 맨체스터 유나이티드로 이적하면서 팀의 주장으로 임명되었다. 그린우드는 2018년 8월 19일에 열린 리버풀과의 FA 여자 리그컵 경기에 처음 출전하여 데뷔했는데 맨체스터 유나이티드는 리버풀에 1-0 승리를 기록했다. 그린우드는 2018년 9월 20일에 열린 셰필드 유나이티드와의 FA 여자 챔피언십 무대에 처음 출전하여 맨체스터 유나이티드의 3-0 승리에 기여했다. 맨체스터 유나이티드는 2018-19 FA 여자 챔피언십 시즌에서 우승을 차지하면서 FA 여자 슈퍼리그로 승격되었다.
2019년 8월 4일에는 프랑스 디비지옹 1 페미닌 소속 여자 축구 클럽인 올랭피크 리옹으로 이적했다. 2019년 8월 24일에는 올랭피크 드 마르세유와의 홈 경기에서 처음 출전하여 올랭피크 리옹의 6-0 승리에 기여했다.
2020년 맨체스터 시티로 이적해 1시즌만에 잉글랜드로 돌아왔다.

## 국가대표 경력
그린우드는 연령대별(U-17, U-19, U-23) 잉글랜드 여자 축구 국가대표팀 선수로 활약하면서 팀의 주장을 맡았다. 그린우드는 2014년 키프로스컵을 앞두고 있던 마크 샘프슨 감독에 의해 잉글랜드 여자 축구 국가대표팀 선수로 발탁되었으며 2014년 3월 5일에 열린 이탈리아와의 키프로스컵 경기에 처음 출전하면서 데뷔했다. 2014년 9월 17일에 열린 몬테네그로와의 2015년 FIFA 여자 월드컵 유럽 지역 예선 원정 경기에서 자신의 국가대표팀 첫 골을 기록하면서 잉글랜드의 10-0 승리에 기여했다.
그린우드는 캐나다에서 개최된 2015년 FIFA 여자 월드컵에 참가한 잉글랜드 여자 축구 국가대표팀의 레프트 백을 맡았는데 잉글랜드는 독일과의 3·4위전 경기에서 1-0 승리를 기록하면서 3위를 차지했다. 그린우드는 네덜란드에서 개최된 UEFA 여자 유로 2017에서 잉글랜드의 준결승전 진출에 기여했고 미국에서 개최된 2019년 시빌리브스컵에서 잉글랜드의 우승에 기여했다.
2019년에는 잉글랜드 축구 협회가 소셜 미디어 계정을 통해 2019년 FIFA 여자 월드컵에 참가할 잉글랜드 여자 축구 국가대표팀 명단을 공개했는데 잉글랜드의 남자 가수인 올리 머스가 그린우드를 언급했다. 그린우드는 카메룬과의 16강전 경기에서 잉글랜드의 3번째 골을 기록하면서 잉글랜드의 3-0 승리에 기여했는데 잉글랜드는 2019년 FIFA 여자 월드컵에서 4위를 차지했다.

## 수상

### 클럽
맨체스터 유나이티드
- FA 여자 챔피언십 1회 우승 (2018-19)

올랭피크 리옹
- 트로페 데 샹피온 1회 우승 (2019)
- 디비지옹 1 페미닌 1회 우승 (2019-20)
- 쿠프 데 프랑스 1회 우승 (2019~20)
- UEFA 여자 챔피언스리그 1회 우승 (2019~20)

맨체스터 시티
- 여자 FA 컵 1회 우승 (2019-20)
- FA 여자 리그 컵 1회 우승 (2020-21)

### 국가대표
- 2015년 키프로스컵 우승
- 2015년 FIFA 여자 월드컵 3위
- 2019년 시빌리브스컵 우승
- 2022년 여자 유로 우승
- 2022년, 2023년 아널드 클라크 컵 우승
- 2023년 FIFA 여자 월드컵 준우승

### 개인
- 2012년 잉글랜드 축구 협회 선정 올해의 여자 청소년 선수상 수상
- 2015-16, 2021-22, 2022-23 시즌 FA 여자 슈퍼리그 올해의 팀 선정